# Боярка (Костромская область)
Боярка — деревня в составе Конёвского сельского поселения Шарьинского района Костромской области России.

## География
Деревня расположена на берегу реки Ветлуги.

## История
Согласно Спискам населенных мест Российской империи в 1872 году деревня относилась к 2 стану Ветлужского уезда Костромской губернии. В ней числилось 12 дворов, проживало 44 мужчины и 48 женщин.
Согласно переписи населения 1897 года в деревне проживало 130 человек (52 мужчины и 78 женщин).
Согласно Списку населенных мест Костромской губернии в 1907 году деревня относилась к Глушковской волости Ветлужского уезда Костромской губернии. По сведениям волостного правления за 1907 год в ней числилось 26 крестьянских дворов и 193 жителя. В деревне имелась школа. Основным занятием жителей деревни был лесной промысел.

## Население
| 2008 | 2010 | 2014 |
| ---- | ---- | ---- |
| 9    | ↘7   | ↘1   |